# Hermanas de la Caridad de San Vicente de Paúl de Hildesheim
La Congregación de Hermanas de la Caridad de San Vicente de Paúl de Hildesheim (oficialmente en latín: Congregatio Sororum Caritatis a Sancte Vincentio de Paulo Hildesiensis) es un congregación religiosa católica femenina, de vida apostólica y de derecho pontificio, fundada en 1857 por el obispo alemán Eduard Jakob Wedekin, en Hildesheim. A las religiosas de este instituto se les conoce como hermanas de la caridad de Hildesheim o simplemente como vicencianas o vicentinas de Hildesheim.

## Historia

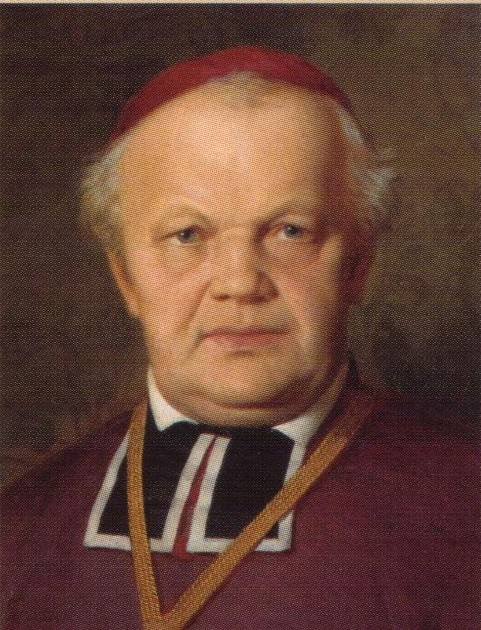
Eduard Jakob Wedekin (1796-1870), fundador de la congregación.

La congregación tiene su origen en las Hermanas de la Caridad de San Vicente de Paúl de Paderborn, fundadas en 1841 por el obispo Friedrich Klemens von Ledebur. El fundador envió en 1852 a algunas religiosas para abrir una comunidad en Hildesheim, por petición del obispo Eduard Jakob Wedekin, de la diócesis homónima. El 15 de octubre de 1857, dicho obispo separó la comunidad de Hildesheim de la casa madre y la convirtió en una congregación autónoma.
La congregación de Hildesheim recibió la aprobación como congregación religiosa de derecho diocesano el mismo día de la fundación. El papa Pío IX elevó el instituto a congregación religiosa de derecho pontificio, mediante decretum laudis del 25 de agosto de 1866.

## Organización
La Congregación de Hermanas de la Caridad de San Vicente de Paúl de Hildesheim es un instituto religioso de derecho pontificio y centralizado, cuyo gobierno es ejercido por una superiora general, es miembro de la Federación de Hermanas Vicencianas de Estrasburgo y su sede central se encuentra en Hildesheim (Alemania).
Las hermanas de la caridad de Ingenbohl se dedican a la educación e instrucción cristiana de la juventud y a la atención de enfermos y ancianos. En 2017, el instituto contaba con 130 religiosas y 16 comunidades, presentes en Alemania y Perú.